# Rheocricotopus subacutus
Rheocricotopus subacutus är en tvåvingeart som beskrevs av Caspers och Reiss 1989. Rheocricotopus subacutus ingår i släktet Rheocricotopus och familjen fjädermyggor.
Artens utbredningsområde är Turkiet. Inga underarter finns listade i Catalogue of Life.